# Marcello Mihalich
Marcello Mihalich (Fiume, 12 de marzo de 1907 - Turín, 27 de octubre de 1996) fue un entrenador de fútbol y futbolista italiano, que jugaba como lateral izquierdo.

## Apellido y apodo
Considerado uno de los mejores jugadores de la cantera fiumana, a diferencia de muchos otros, incluso una vez llegado a Italia, no vio su apellido «italianizado» (según la costumbre de la época). La h final siempre ha formado parte del apellido. La grafía Mihalic es la del idioma croata y a menudo se utiliza incorrectamente, incluso por fuentes autorizadas. También se le conocía en Fiume por el apodo de Marzelin, es decir, Marcellino (en dialecto Marcello se convierte en Marzel), que en un artículo de la Voce del Popolo se convirtió en Manzelin, probablemente debido a un error de transcripción.

## Características técnicas
Destacaba por su gran calidad en el regate y las fintas. También estaba dotado de buena velocidad y precisión en el tiro.

## Trayectoria

### Primeros años
Comenzó su carrera futbolística en la inmediata posguerra en Fiume, en las filas del Tarsia, donde demostró sus cualidades: al cabo de unos años pasó al Olympia, donde debutó en el primer equipo en 1924, en segunda división. En 1926, el Club Sportivo Olympia se fusionó con el Club Sportivo Gloria para formar la Unione Sportiva Fiumana, jugando dos campeonatos en Primera División y en la División Nacional en 1928-1929, donde marcó doce goles en 27 partidos y demostró un excelente entendimiento con su compañero Rodolfo Volk. En el verano de 1929 estalló una auténtica subasta por ambos, sobre todo entre la Roma y el Napoli, una diatriba que duró varios meses. Al final, la Federación tuvo que intervenir y decretó el traspaso de Volk a los romanos y de Mihalich a los napolitanos: el coste de este último ascendía entonces a 120.000 liras.

### En el Napoli
Su temporada de debut fue positiva: el Napoli acabó quinto y él marcó 10 goles, dos de ellos en el primer partido de la temporada, el 6 de octubre de 1929, en la derrota a domicilio por 3-2 contra la Juventus. En ese mismo partido, sin embargo, fue expulsado por el árbitro Caironi de Padova, por una falta sobre Munerati: como escribió Vittorio Pozzo en La Stampa en la crónica del partido, después de años de actuaciones mediocres, la reputación del equipo de Campania había mejorado tras ese encuentro. La contribución de Mihalich fue importante sobre todo por la ayuda que prestó a sus compañeros Vojak (tercer mejor goleador de la temporada) y Sallustro, que marcaron 20 y 13 goles respectivamente.
En el siguiente campeonato, Vojak se confirmó como tercer mejor goleador de la temporada, de nuevo con 20 goles, frente a los 11 de Sallustro, mientras que el jugador de Fiume confirmó sus dotes como asistente y goleador, marcando 12 goles, incluido el gol del consuelo en la derrota de visitante contra la Ambrosiana por 2-1 en la undécima jornada, en Milán, el 7 de diciembre de 1930.

### Últimos años y retirada
Tras lesionarse la rodilla izquierda, abandonó el Napoli en 1931, después de marcar 36 goles en 94 partidos de liga. Luego pasó al Ambrosiana-Inter, donde, sin embargo, sólo permaneció una temporada, en la que marcó siete goles en once partidos, y después a la Juventus, con la que ganó el Scudetto de 1933-1934, aunque sólo jugó seis partidos sin marcar ningún gol.
Al cabo de sólo un año, consciente de que ya no podía seguir a un alto nivel, dejó el equipo bianconero para fichar por la Pistoiese, de la Serie B, donde marcó once goles en veintiocho partidos; después se trasladó al Catania, donde permaneció tres temporadas, jugando dos campeonatos de la categoría de plata y uno de la Serie C. En 1937 regresó a su ciudad natal, donde jugó su última temporada como futbolista, marcando cuatro goles en dieciocho partidos: en junio de 1938 se retiró.

### Tras su retirada y muerte
Mihalich también tuvo un breve paso como entrenador de la Fiumana, de 1938 a 1940, poco antes del estallido de la Segunda Guerra Mundial, tras lo cual abandonó el mundo del fútbol. Con la entrega de Fiume a Yugoslavia, se refugió en Trieste, donde más tarde se reunió con su familia y donde vivió hasta 1984, cuando se reunió con uno de sus hijos en Turín, ahí vivió el resto de su vida, hasta que murió en 1996, a la edad de 89 años. Está enterrado en el cementerio monumental de dicha capital piamontesa.

## Selección nacional
El 1 de diciembre de 1929 fue el primer jugador del Napoli (junto con Attila Sallustro) y de Venecia Julia en jugar con la selección nacional, vistiendo la camiseta azzurra en el amistoso contra Portugal en Milán, donde marcó un doblete. Sin embargo, una fractura de brazo sufrida en un entrenamiento poco después de su debut frenó su carrera con la Azzurra: el seleccionador Pozzo le prefirió, desde entonces, a Giovanni Ferrari, a pesar de su aprecio por él.
Mihalich también jugó dos partidos con la Selección B, ambos con victoria azzurra por 3-0: el partido del 2 de marzo de 1930 jugado en Nápoles contra Grecia, y un partido fuera de casa en Luxemburgo (donde el ataque estaba formado por jugadores giulianos: Volk-Mihalich-Vojak I) jugado el 12 de abril de 1931 contra la selección local. También jugó un partido con la Selección Nacional del Centro-Sur, en 1932 en Nápoles, en la victoria contra Austria B por 3-1, partido en el que marcó un gol.

## Clubes
| Club              | País   | Año       |
| ----------------- | ------ | --------- |
| C. S. Olympia     | Italia | 1923-1926 |
| U. S. Fiumana     | Italia | 1926-1929 |
| A. C. Napoli      | Italia | 1929-1932 |
| Ambrosiana-Inter  | Italia | 1932-1933 |
| Juventus de Turín | Italia | 1933-1934 |
| U. S. Pistoiese   | Italia | 1934-1935 |
| S. S. Catania     | Italia | 1935-1937 |
| U. S. Fiumana     | Italia | 1937-1938 |

## Palmarés

### Como futbolista

#### Campeonatos nacionales
| Título  | Club              | País   | Año       |
| ------- | ----------------- | ------ | --------- |
| Serie A | Juventus de Turín | Italia | 1933-1934 |